# Belchior Dias Carneiro
Belchior Dias Carneiro foi um notável bandeirante paulista. Em 9 de março de 1607,  por determinação do provedor das Minas de São Paulo, Diogo de Quadros, seguiu bandeira por ele comandada com 150 homens brancos e muitos índios, embarcando no rio Tietê, no porto de Pirapitingui, rumo ao sertão dos bilreiros´´ ou caiapós.

## Biografia
Filho de Beatriz Ramalho e de Lopo Dias, neto portanto de João Ramalho, era casado com Hilária Luis Grou. Sua descendência figura em Silva Leme, «Genealogia Paulistana», volume I, pg. 34.
Desde 1598 tinha data de terra no caminho do Ibirapuera. Desde 1590 penetrara o sertão na bandeira de seu tio, Antônio de Macedo, e de Domingos Luis Grou, o Moço bandeira essa que atacou os índios tupiães de Mogi; depois fizeram pesquisa de ouro no sertão da Parnaíba, achando-o no sitio do Voturuna, atual município de São Roque (SP). Chefiou uma das divisões da grande bandeira de Nicolau Barreto ao Guairá 1602, apresando índios temiminós.